# Cosentinia vellea
Cosentinia vellea is een zeldzame rotsvaren uit de lintvarenfamilie (Pteridaceae), afkomstig uit het Middellandse Zeegebied, Macaronesië en Zuidwest-Azië.

## Naamgeving enetymologie
- Synoniemen: Notholaena vellea (Aiton) Desv. (1813), non R. Br., Cheilanthes vellea (Aiton) F. Muell. (1866), Acrostichum velleum Aiton (1789), Cheilanthes catanensis (Cosent.) H.P. Fuchs (1961), Notholaena lanuginosasubsp. bivalens Reichst., Notholaena lanuginosa (Desf.) Desv. ex Poir. (1816), Acrostichum lanuginosum Desf., Cosentinia vellea subsp. bivalens (Rchb.) Rivas Mart. & Salvo, Cheilanthes vellea subsp. bivalens (Reichst.) Greuter & Jermy (1984), Notholaena vellea var. denticulata Colmeiro, Notholaena vellea var. longifolia Willk.

De botanische naam Cosentinia is waarschijnlijk een eerbetoon aan Ferdinando Cosentini (1769–1840), een Siciliaans botanicus.

## Kenmerken
Cosentinia vellea is een kleine varen met een korte, kruipende rizoom en in bundels geplaatste bladen met een korte bladsteel, een ovale tot lancetvormige bladschijf, dubbel geveerd, met ovale tot halfronde, gaafrandige tot diep gelobde deelblaadjes, aan beide zijden dicht bezet met wollige of viltige multicellulaire haren, die aanvankelijk wit zijn maar bij ouderdom roestkleurig bruin worden.
De sporenhoopjes staan langs de onderkant aan de rand van de bladslipjes en worden beschermd door de dichte, wollige beharing.

## Habitaten verspreiding
Cosentinia vellea is een lithofytische varen die een voorkeur heeft voor warme en zonnige plaatsen in kwartsietgesteente of in vulkanische as. Bij extreme droogte gaat de plant in aestivatie, waarbij hij zijn bladen oprolt tot een harige bal en zo de herfstregens afwacht.
Hij komt voor in het Middellandse Zeegebied (onder andere in Spanje, de Balearen en Corsica), Zuidwest-Azië tot aan de Himalaya en in Macaronesië, de eilandengroep die de Canarische Eilanden, Madeira, de Azoren en de Kaapverdische Eilanden omvat.
Cosentinia vellea